# Туманский, Василий Иванович
Васи́лий Ива́нович Тума́нский (28 февраля (11 марта) 1800 Черториги — 23 марта (4 апреля) 1860) — русский чиновник и поэт пушкинского времени. 
Внук В. Г. Туманского.

## Биография
Родился в 1800 году в Черниговской губернии в семье отставного генерала Ивана Туманского (1763 — 1812), принадлежавшего к роду малороссийской шляхты. Троюродный брат поэта Ф. А. Туманского. Воспитывался сначала дома, а затем в харьковской гимназии, в шестнадцать лет был определён в Петропавловское училище в Петербурге.
Первое своё стихотворение («Поле Бородинского сражения») он напечатал в 17 лет. Выбранный в члены ВОЛСНХ, во время пребывания в столице он свёл знакомство с Крыловым, Измайловым, Рылеевым, братьями Бестужевыми и другими известейшими писателями того времени.
Окончил курс в 1818 году, в августе 1819 года сопровождал князя П. П. Щербатова в путешествии в Париж. Посещал "Collège de France", где слушал лекции Араго, Кузена и др. На обратном пути в августе 1821 года "прихватил с собой" Кюхельбекера, оставшегося во Франции без средств к существованию. Действительный член «Вольного общества любителей российской словесности» с 1822 года.
В 1823 году по протекции родственника, министра внутренних дел В. П. Кочубея, назначен в канцелярию новороссийского генерал-губернатора М. С. Воронцова. 
«Он вращался в высших кругах одесского общества, веселился, танцевал, ухаживал за дамами», восторгался ссыльным Пушкиным как «соловьём» и «Иисусом Христом нашей поэзии». Пушкин, хотя и относившийся к сочинительству Туманского скорее отрицательно, упомянул его в «Путешествии Онегина». При его посредстве Пушкин становится автором «Полярной звезды». Сохранилось совместное с Пушкиным письмо к Кюхельбекеру (декабрь 1823 г.). По характеристике В. Набокова, сам Туманский — подражательный, «бесцветный элегический поэт».

Стихи не есть ещё поэзия; а ни малейшей искры её не было в душе Василия Ивановича, принадлежащего к известному в Малороссии по надменности своей роду Туманских. Самодовольствие его, хотя учтивое, делало общество его не весьма приятным; ему нельзя было совсем отказать в уме; но, подобно фамильному имени его, он светился сквозь какой-то туман. Всегда бывал он пристоен, хладнокровен; иногда же, когда вздумается ему казаться веселым и он захочет сказать или рассказать что-нибудь смешное, никого как-то он не смешил. Его кое-куда посылали, ему кое-что поручали, он что-то писал и казался не совсем праздным.— Ф. Вигель

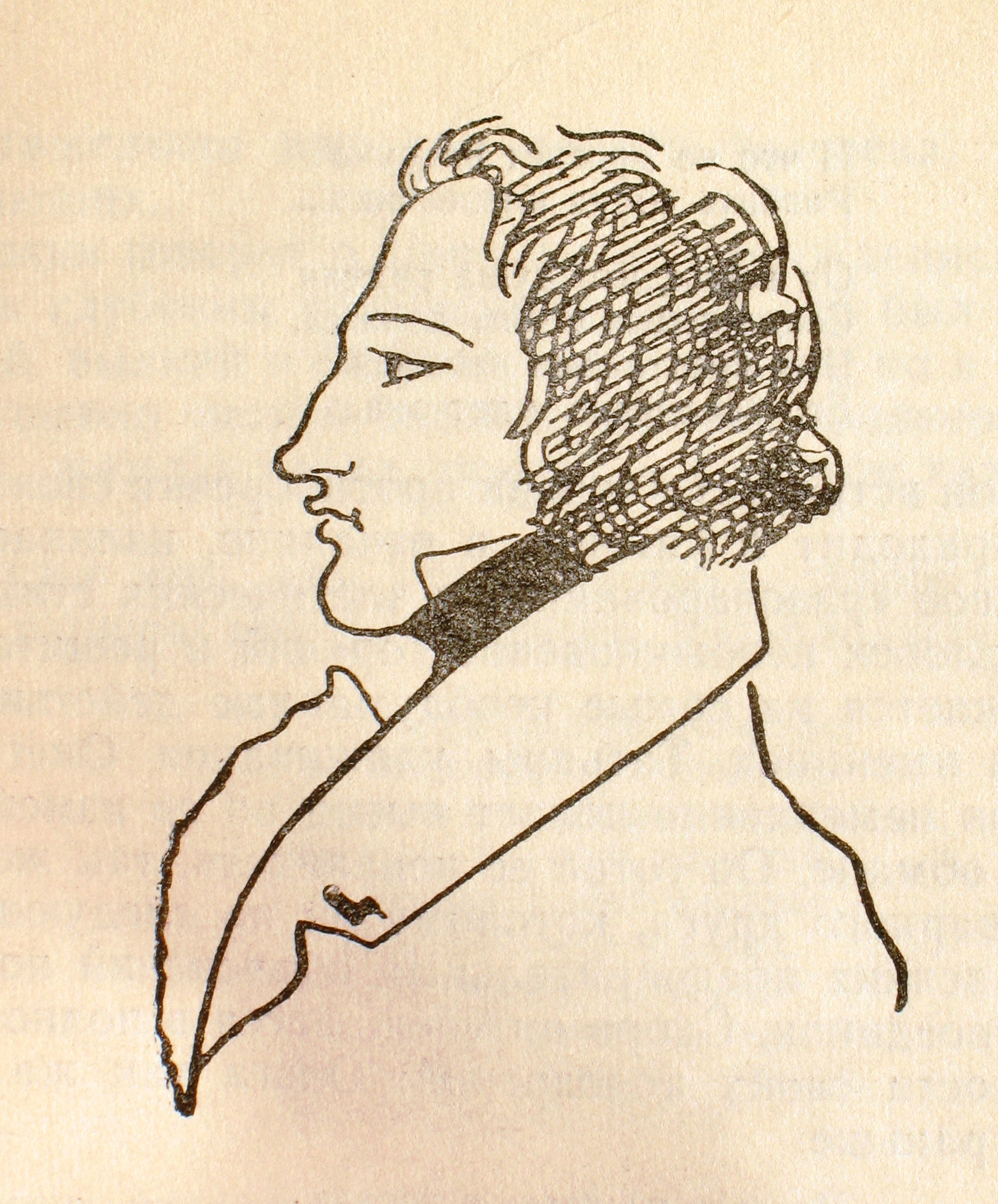
Рисунок А. С. Пушкина. По атрибуции Т. Г. Цявловской — портрет Василия Туманского (рядом набросана дружеская эпиграмма на него). Ранее считался воображаемым портретом Владимира Ленского

В 1828 году Туманский состоял при председателе диванов Молдавии и Валахии графе Палене по дипломатической части, в 1829 году переведён в Главную квартиру Второй действующей армии, участвовал в работах по редактированию условий "Адрианопольского договора". 
В 1831 году назначен секретарём при Комитете для составления регламента по управлению княжествами Молдавии и Валахии под началом П. Д. Киселёва
В 1833 — 1834 годах совершил путешествие по Италии. 
С июня 1835 года служил вторым секретарём русского посольства в Константинополе. 
В январе 1839 года по приглашению М. А. Корфа стал помощником статс-секретаря Департамента государственной экономии Государственного совета.
Все своё свободное время он отдаёт творчеству. Стихотворения Туманского, печатающиеся в журналах «Сын Отечества», «Благонамеренный», «Полярная звезда» становятся популярными среди широкой публики. Наиболее плодотворными в творчестве Туманского были 1820-е — 1830-е годы, но в дальнейшем он пишет мало.
В 1846 году Василий Туманский из-за конфликта с Н. И. Бахтиным выходит в отставку в чине действительного статского советника. Он поселяется на Украине в родовом имении Апанасовка (ныне Панасовка), время от времени наезжая в Петербург и Москву.
Живя в своем имении, Василий Иванович Туманский состоит почётным попечителем полтавской гимназии (1847 — 1849), во многом ему обязанной. Активно участвует в работе комитета «Об улучшении быта помещичьих крестьян» (1858).

## Сочинения
- «Девушка влюбленному поэту» — пьеса, 1825
- «История Государственного Совета» — (опубликована в 1903 году)
- Множество стихотворений изданных с 1817 по 1830 гг. в «Сыне Отечества», «Благонамеренном», «Соревнователе просвещения», «Новостях литературы», «Северных цветах», «Славянине», «Современнике», «Отечественных записках», «Северной лире»
- Сборник «Стихотворения» (Чернигов, 1840 год)
- «Письма В. И. Туманского и неизданные его стихотворения» (Чернигов, 1891)